# Phobetes alexi
Phobetes alexi är en stekelart som beskrevs av Ian D. Gauld 1997. Phobetes alexi ingår i släktet Phobetes och familjen brokparasitsteklar. Inga underarter finns listade i Catalogue of Life.